# Stora Mösjön
Stora Mösjön är en sjö i Hultsfreds kommun i Småland och ingår i Emåns huvudavrinningsområde. Sjön har en area på 0,082 kvadratkilometer och ligger 124,4 meter över havet.

## Delavrinningsområde
Stora Mösjön ingår i det delavrinningsområde (635930-149313) som SMHI kallar för Utloppet av Flaten. Medelhöjden är 120 meter över havet och ytan är 7,72 kvadratkilometer. Räknas de 39 avrinningsområdena uppströms in blir den ackumulerade arean 623,19 kvadratkilometer. Gårdvedaån som avvattnar avrinningsområdet har biflödesordning 2, vilket innebär att vattnet flödar genom totalt 2 vattendrag innan det når havet efter 104 kilometer. Avrinningsområdet består mestadels av skog (74 %). Avrinningsområdet har 1,63 kvadratkilometer vattenytor vilket ger det en sjöprocent på 21 %.